# Graptopetalum paraguayense
Graptopetalum paraguayense je biljka iz porodice Crassulaceae. Meksički je endem iz Tamaulipasa. .

## O uzgoju
- Preporučena temperatura: Noć: 9-11°C
- Tolerancija hladnoće: najviše do -5°C
- Tolerancija vručine: podnosi samo jutarnje sunce
- Minimalna temperatura:  10°C
- Izloženost suncu:  mora biti u sjeni
- Porijeklo:  Meksiko
- Opis: sukulentna rozeta, može dosegnuti dužinu od 30 cm
- Potrebnost vode: treba prilagođenu količinu vode
- Razmnožavanje: pomoću sjemenja, rezanjem listova i reznica
- Cvjetovi: pojavljuju se u rano proljeće, crvene i bijele boje

## Vanjske poveznice
|  | Zajednički poslužitelj ima stranicu o temi Graptopetalum paraguayense    |
|  | Zajednički poslužitelj ima još gradiva o temi Graptopetalum paraguayense |
|  | Wikivrste imaju podatke o taksonu Graptopetalum paraguayense             |